# Kościół Świętej Trójcy w Nadarzynie
Kościół Świętej Trójcy w Nadarzynie – katolicki kościół filialny zlokalizowany we wsi Nadarzyn w gminie Pełczyce, w powiecie choszczeńskim (województwo zachodniopomorskie). Należy do parafii Niepokalanego Poczęcia Najświętszej Maryi Panny w Zamęcinie.

## Historia i architektura
Kościół został wzniesiony w 1902 roku jako świątynia ewangelicka. Utrzymany w stylu neogotyckim, został wymurowany z cegły. Budowla sytuowana jest na rzucie prostokąta, z czworoboczną wieżą dzwonną od strony zachodniej. Wieża w dolnej partii dekorowana jest ciosanymi kamiennymi, wyżej natomiast ceglanym fryzem i ostrołukowo zakończonymi oknami. Nakryta jest blaszanym hełmem. Na wieży zawieszony jest dzwon o średnicy 86 cm.
W narożnikach nawy głównej umieszczone są sterczyny zakończone kwiatonami. Okna mają kształt ostrołukowy. Od strony wschodniej nawa zakończona jest wyodrębnionym, wielobocznie zamkniętym prezbiterium. Do południowej elewacji dobudowana jest zakrystia. Wnętrze kościoła nakrywa drewniany, dwupołaciowy, belkowany strop.
Po II wojnie światowej kościół został poświęcony jako świątynia katolicka w dniu 20 maja 1947 roku przez ks. Franciszka Łojka.